# Джованні Антоніо Амедео Плана

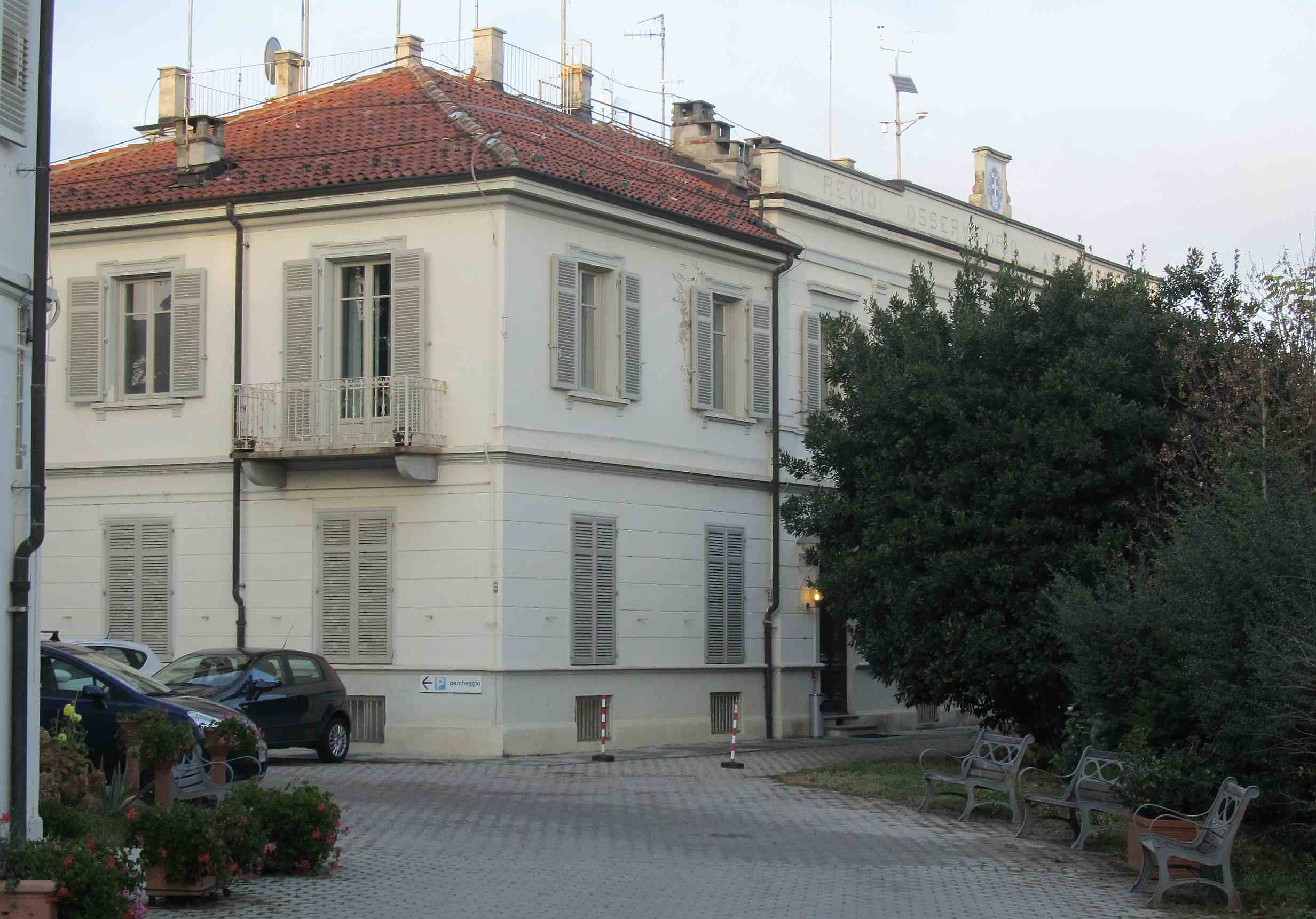
Одна з історичних будівель Туринської обсерваторії.

Джова́нні Анто́ніо Амеде́о Пла́на (італ. Giovanni Antonio Amedeo Plana); 6 листопада 1781, Вогера — 20 січня 1864, Турин) — італійський математик, астроном, геодезист і сенатор, один із найвизначніших італійських учених XIX століття.

## Біографічні дані
Джованні Антоніо Амедео Плана народився у Вогері, в сім'ї вихідців із П'ємонту, Антоніо Марії Плани і Джованни Джакобоні. 1796 року, коли наполеонівська армія окупувала Італію, батько послав його навчатись у Греноблі, де мешкали два дядьки Джованні. Там він заприятелював з Анрі Бейлем — майбутнім письменником Стендалем, і залучився до демократичного руху.
1800 року Плана вступив до Політехнічної школи в Парижі. Відвідував лекції П'єра-Сімона Лапласа, Адрієна-Марі Лежандра, Жана-Батіста-Жозефа Фур'є і Жозефа-Луї Лаґранжа, у якого був єдиним студентом-італійцем, а згодом одружився з його племінницею — Алессандрою Марією Лаґранж.
Фур'є, як і Лаґранж, високо цінував здібності Плани, тож рекомендував його на місце викладача математики в Артилерійській школі у Греноблі. Цю рекомендацію не прийнято до уваги, й Фур'є спробував влаштувати Плану викладачем математики в Артилерійській школі у П'ємонті, розміщеній у двох містах — Турині й Алессандрії. 1803 року Плана обійняв цю посаду.
У 1811 році Лаґранж рекомендував його на посаду викладача астрономії в Туринському університеті. Цього ж року Плана став на кафедрі астрономії цього вишу наступником Томмазо Вальперґи. У грудні 1814-го Плана перейшов на кафедру вищої математики й працював на ній до кінця свого життя. Так само до кінця свого життя він викладав математику і механіку в туринській Артилерійській школі. 1829 року став її директором.
1818 року Лаплас запропонував Французькій академії наук встановити премію науковцям, яким вдасться скласти таблиці руху Місяця на основі тільки закону всесвітнього тяжіння. У 1820 році цю премію вручено Марі-Шарлю Дамуазо (він застосував метод, базований на засадах Лапласового твору «Небесна механіка»), Франческо Карліні й Джованні Плані. Спершу Лаплас, один із членів комітету премії, не згоджувався з методом Плани та Карліні, але зрештою визнав його задовільним і доволі точним.
1822 року Плана став фактично одним із засновників Туринської астрономічної обсерваторії, перенісши астрономічні інструменти з приміщення Туринської академії наук до Палацу Мадама, що на туринському майдані Кастелло, й ініціювавши перебудову однієї з веж цього палацу. Відтоді там почалися регулярні астрономічні спостереження. Офіційно обсерваторію відкрито у 1759-му, й наступного року Плану призначено її директором.
У 1831—1835 роках Плана конструював універсальний механічний календар. З допомогою цього приладу, оснащеного механізмами, що складалися із зубчастих, ланцюгових і черв'ячних передач, можна було визначити день тижня для будь-якої дати від 1 року до 4000-го. Крім того, можна було визначити фазу Місяця й інтенсивність припливу для будь-якої дати з цього проміжку часу. Цей унікальний високоточний інструмент зберігається в ризниці Купецької каплиці в Турині. Щоб забезпечити точну роботу механічного календаря, Джованні Плані довелося врахувати змінність різних параметрів. Зокрема, те, що у високосний рік середня тривалість доби становить 23 години 56 хвилин і 4 секунди, а тривалість синодичного місяця становить 29,531 доби й не збігається з тривалістю календарного місяця. Всю потрібну інформацію — понад 40 000 даних — він закарбував на носіях — обертових роликах. Якщо вважати їх аналогом перфокарт, то можна ствердити, що механічний календар Плани — один із перших комп'ютерів у світі.
До сфери наукових зацікавлень Джованні Плани передусім належить теорія руху Місяця, над якою він працював — спочатку разом із Франческо Карліні. 1832 року Плана опублікував капітальну працю французькою мовою — тритомник «Théorie du mouvement de la Lune» («Теорія руху Місяця». Він також займався геодезією (протяжність дуги на поверхні земної кулі від Австрії до Франції), математичним аналізом (інтеграли Ейлера, еліптичні функції), математичною фізикою (охолодження сфери, електростатична індукція) і небесною механікою. Плана написав близько ста наукових праць. Він був видатним лектором.
1844 року Плана одержав шляхетський титул барона. У 1848—1861 роках був сенатором Сардинського королівства. У 1848—1858 був віце-президентом Верховного комітету народної освіти. З 1858 — почесним віце-президентом цього комітету. У 1852—1857 роках обіймав посаду комунального радника в Турині. З 1811 року Джованні Плана був членом Туринської академії наук, а у 1851-му став її президентом. Він належав до членів Національної академії наук, Французької академії наук (з 1860 року), Лондонського королівського товариства (з 1827 року), Единбурзького королівського товариства (з 1835 року), Моденської академії наук (з 1829), членом-кореспондентом Ломбардійського інституту науки і літератури в Мілані (з 1844), членом Національної академії дей Лінчеї (з 1850), Неапольського королівського товариства (з 1863).
Плана помер 20 січня 1864 року після нетривалої тяжкої хвороби. Його поховали на Монументальному цвинтарі в Турині.

## Нагороди
- Премія від Французької академії наук, 1820
- — Савойський цивільний орден (Італія), кавалер, 1831
- — Орден святих Маврикія і Лазаря (Італія), кавалер, 1832
- — Орден святих Маврикія і Лазаря (Італія), командор, 1833
- — Медаль Коплі (Велика Британія), 1834
 — Золота медаль Королівського астрономічного товариства (Велика Британія), 1840
- — Орден Почесного легіону (Франція), офіцер, 1845
- — Орден Залізної Корони (Австрія), офіцер
- — Орден Непорочного Зачаття Діви Марії Віла-Вісозької (Португалія), командор, 1856
- — Орден Полярної зірки (Швеція), кавалер, 1860
- — Орден святих Маврикія і Лазаря (Італія), кавалер Великого хреста, 1862

## Пошанування

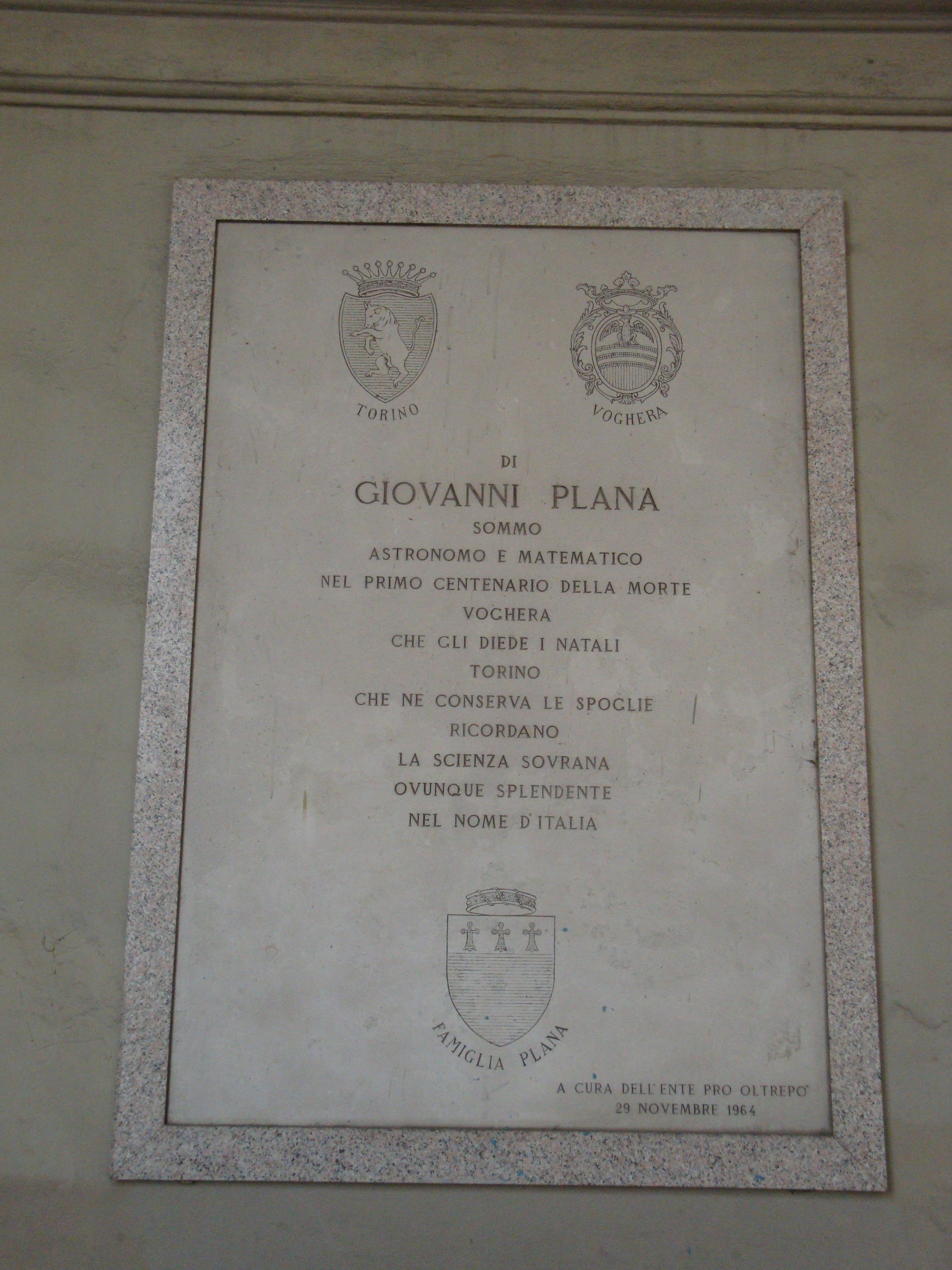
Меморіальна дошка на будинку, в якому народився Джованні Антоніо Амедео Плана.

- 1935 року один із кратерів на Місяці названо Плана — на честь Джованні Плани.
- Іменем Плани названо вулиці в Турині та Вогері.
- Іменем Плани названо школи в Турині та Вогері, а також класичний ліцей в Алессандрії.
- На будинку у Вогері, в якому народився Джованні Плана, встановлено меморіальну дошку.